# Catalogo delle componenti delle stelle doppie e multiple
Il Catalogo delle Componenti delle stelle Doppie e Multiple o CCDM è un catalogo stellare astrometrico delle stelle doppie o multiple. Fu compilato da Jean Dommanget e Omer Nys presso l'Osservatorio Reale del Belgio al fine di fornire un catalogo di partenza alla missione del satellite Hipparcos. La prima edizione, uscita nel 1994, contava 74.861 componenti di 34.031 stelle doppie o multiple; la seconda edizione, del 2002, fu espansa fino a comprendere 105.838 componenti di 49.325 sistemi stellari. Per ogni nuova entrata il catalogo elenca la posizione, la magnitudine apparente, la classe spettrale e il moto proprio di ciascuna componente.